# Lewice (województwo zachodniopomorskie)
Lewice – wieś sołecka w północno-zachodniej Polsce, położona w województwie zachodniopomorskim, w powiecie gryfickim, w gminie Trzebiatów.
Według danych z 28 lutego 2009 wieś miała 197 mieszkańców.
Przez wieś przebiega droga powiatowa nr 0125Z z Trzebiatowa do Darżewa.
W latach 1946–1998 miejscowość administracyjnie należała do województwa szczecińskiego.
Gmina Trzebiatów utworzyła "Sołectwo Lewice", będące jej jednostką pomocniczą. Obejmuje ono jedynie wieś Lewice, której mieszkańcy wybierają sołtysa i 5-osobową radę sołecką.
| Zakres wieku mężczyzn | Mężczyźni | Kobiety | Zakres wieku kobiet |
| --------------------- | --------- | ------- | ------------------- |
| 0–19                  | 28        | 19      | 0–19                |
| 20–60                 | 79        | 52      | 20–65               |
| powyżej 60            | 6         | 13      | powyżej 65          |
| Razem (Σ)             | 113       | 84      | (Σ) Razem           |